# Tekatirirake
Tekatirirake ist ein Ort im Norden des Abemama-Atolls in den zum Inselstaat Kiribati gehörenden Gilbertinseln im Pazifischen Ozean. 2020 hatte der Ort 150 Einwohner.

## Geographie
Tekatirirake befindet sich im Norden der langgestreckten Hauptinsel des Atolls Abemama, die dessen östlichen Riffsaum bildet. Der Ort liegt zwischen
Tanimainiku im Südosten und Tabiang im Nordwesten.

## Klima
Das Klima ist tropisch heiß, wird jedoch von ständig wehenden Winden gemäßigt. Ebenso wie die anderen Orte des Abemama-Atolls wird Tekatirirake gelegentlich von Zyklonen heimgesucht.